# La Conquête économique et scientifique du globe

La Conquête économique et scientifique du globe est une trilogie historique de Jules Verne et Gabriel Marcel. L'ouvrage reste encore inédit à la publication.

## Historique

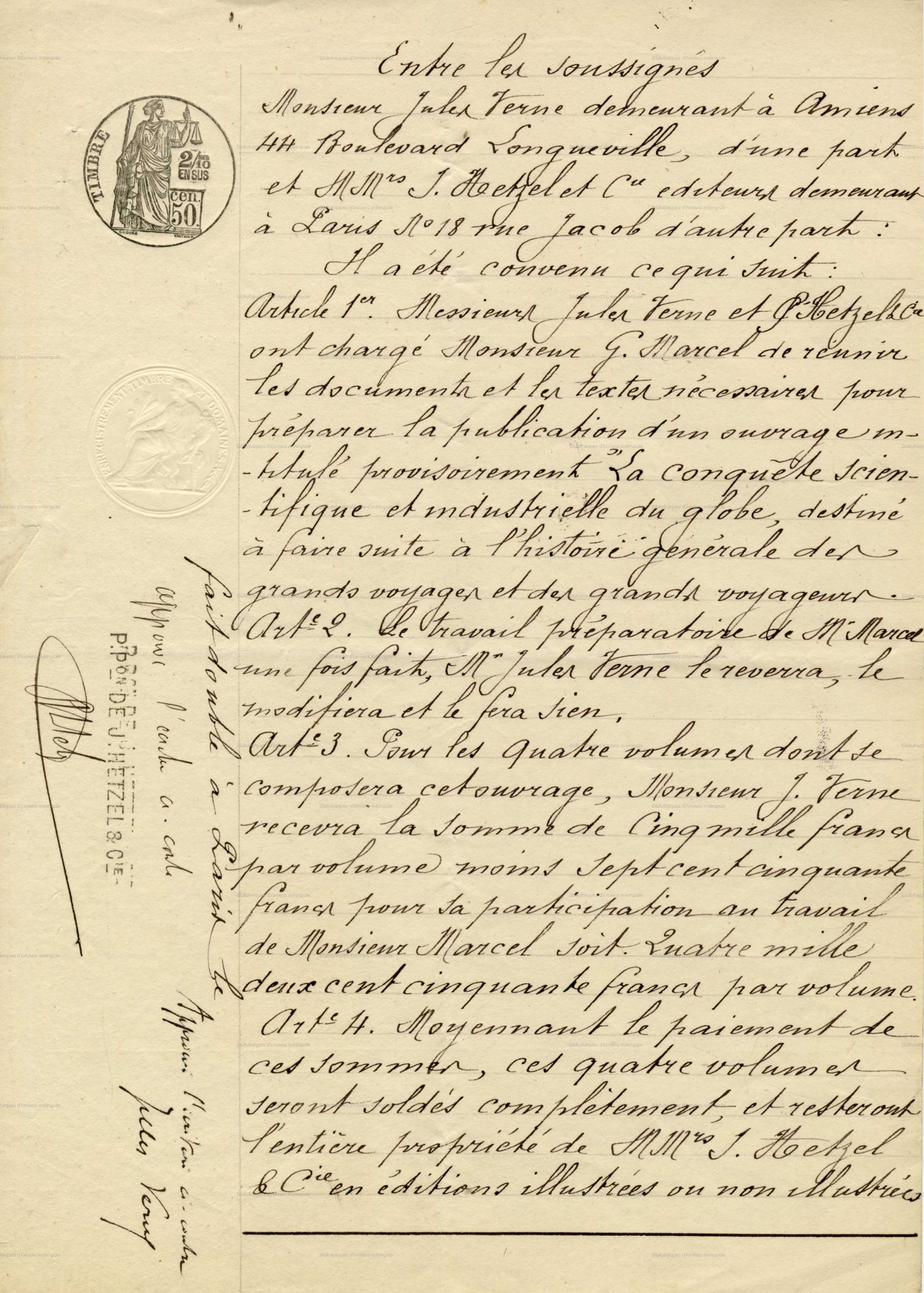
Contrat entre Hetzel, Verne et Marcel pour La Conquête économique et scientifique du globe

Pierre-Jules Hetzel demanda au géographe Gabriel Marcel d'écrire ce livre pour faire suite à l'Histoire des grands voyages et des grands voyageurs de Jules Verne. L'ouvrage devait paraître uniquement sous le nom de ce dernier alors qu'il n'y a effectué que de minimes corrections d'épreuves. 
La première partie, intitulée le Nouveau Monde, a été rédigée entre octobre 1880 et juillet 1881 comme en témoignent les frais payés par Hetzel à Marcel à cette époque-là. 
Lorsqu'en 1914 Louis-Jules Hetzel vend la maison d'édition à Hachette, l'ouvrage fait toujours partie du fonds. Dans une lettre du 21 avril 1915, Hetzel fils écrit à propos des inédits : « [...] Fiche relative à la Conquête scientifique et économique du globe de J. Verne en collaboration avec Gabriel Marcel. Vous recevrez en même temps le texte de cet ouvrage en épreuves, une partie en manuscrits, les albums et dossiers de fumés de gravures. Deux boîtes contenant les gravures sur bois ont été déposées par les soins de M. Lancelot au Magasin des bois, rue Jacob, 4e étage. »

## Description
L'ouvrage est composé de trois parties : Les Vieux Continents, L'Ancien Monde et Le Nouveau Monde. Le Nouveau Monde comporte 72 dessins de Léon Benett, L'Ancien Monde, 29 dessins de George Roux et Les Vieux Continents n'est pas illustré.
Le Nouveau Monde est divisé en deux parties :
- L’Océan et les régions polaires (24 chapitres),
- Les deux Amériques et l’Australie (4 chapitres).

Les Vieux Continents comporte deux parties non dénommées.
Une partie des gouaches réalisées par Roux et Benett est conservée aux archives Hachette de l'IMEC à l'abbaye d'Ardenne.